# Un colpo da mille miliardi
Un colpo da mille miliardi è un film del 1966 diretto da Paolo Heusch. Rientra nel filone del fantaspionaggio, molto popolare attorno alla metà degli anni sessanta.

## Accoglienza

### Critica
Fantafilm lo definisce "un fantaspionistico abbastanza originale che, pur non brillando sotto il profilo dello spettacolo, si distacca dai consueti meccanismi del genere."